# Tranquillity
Tranquillity is een plaats (census-designated place) in de Amerikaanse staat Californië, en valt bestuurlijk gezien onder Fresno County. Ten noordwesten van het plaatsje ligt Mendota Wildlife Area.

## Demografie
Bij de volkstelling in 2000 werd het aantal inwoners vastgesteld op 813.
Volgens de census van 2000 bedroeg de bevolkingsdichtheid 498,3/km² (1294,0/mijl²) en bedroeg het totale bevolkingsaantal 813 als volgt onderverdeeld naar etniciteit:
- 48,83% blanken
- 0,74% zwarten of Afrikaanse Amerikanen
- 1,72% inheemse Amerikanen
- 3,69% Aziaten
- 42,07% andere
- 2,95% twee of meer rassen
- 64,94% Spaans of Latino

Er waren 236 gezinnen en 193 families in Tranquillity. De gemiddelde gezinsgrootte bedroeg 3,44.

## Geografie
Volgens het United States Census Bureau beslaat de plaats een oppervlakte van
1,6 km², geheel bestaande uit land. Tranquillity ligt op ongeveer 50 m boven zeeniveau.

## Plaatsen in de nabije omgeving
De onderstaande figuur toont nabijgelegen plaatsen in een straal van 32 km rond Tranquillity.